# Nannophlebia agalma
Nannophlebia agalma är en trollsländeart som beskrevs av Maurits Anne Lieftinck 1963. Nannophlebia agalma ingår i släktet Nannophlebia och familjen segeltrollsländor. IUCN kategoriserar arten globalt som otillräckligt studerad. Inga underarter finns listade i Catalogue of Life.